# Полосатый дельфин
Полосатый дельфин, или полосатый продельфин (лат. Stenella coeruleoalba) — недостаточно изученный малый дельфин, встречающийся в умеренных и тропических водах по всему мировому океану. Таксономия является предметом споров, усилившихся после проведения в 1999 г. сравнительного анализа ДНК нескольких похожих видов дельфинов.

## Описание
Сразу после рождения особи весят около 10 кг и имеют длину меньше метра. В зрелом возрасте, самки достигают длины 2,4 м, а самцы — 2,6 м; весят 150—160 кг. Продолжительность жизни составляет приблизительно 55—60 лет. Беременность длится около 12 месяцев.
Питается рыбой, крилем, осьминогами и кальмарами. Средиземноморские полосатые дельфины, по-видимому, питаются в основном головоногими моллюсками (50—100% содержимого желудка), тогда как северо-восточные атлантические полосатые дельфины чаще всего охотятся на рыбу, часто на треску. Могут погружаться на глубину до 700 м, чтобы охотиться на более глубоких обитателей. Внешний вид отличается от других дельфинов наличием боковых полос. Нижняя сторона белая, синеватая или розовая. До введения квот страдал от промысла со стороны японцев, сейчас страдает от сетей, а также шумов и загрязнения (средиземноморская популяция). Общая численность популяции полосатых дельфинов превышает 2 миллиона особей.